# Eleccions regionals italianes de 1980
Les eleccions per a renovar els Consells regionals de les Regions d'Itàlia se celebraren el 8 de juny de 1980. Es va votar a quinze regions: Abruços, Basilicata, Calàbria, Campània, Emília-Romanya, Laci, Ligúria, Llombardia, Marques, Molise, Piemont, Pulla, Toscana, Úmbria, Vèneto.

## Piemont
| Partits                                          | vots      | vots (%) | escons |
| ------------------------------------------------ | --------- | -------- | ------ |
| Democràcia Cristiana Italiana (DC)               | 956.866   | 32,4     | 20     |
| Partit Comunista Italià (PCI)                    | 933.180   | 31,6     | 20     |
| Partit Socialista Italià (PSI)                   | 418.228   | 14,2     | 9      |
| Partit Socialista Democràtic Italià (PSDI)       | 176.413   | 6,0      | 3      |
| Partit Liberal Italià (PLI)                      | 174.716   | 5,9      | 3      |
| Moviment Social Italià - Dreta Nacional (MSI-DN) | 117.839   | 4,0      | 2      |
| Partit Republicà Italià (PRI)                    | 98.210    | 3,3      | 2      |
| Partit d'Unitat Proletària (PDUP)                | 29.652    | 1,0      | 1      |
| Democràcia Proletària (DP)                       | 24.925    | 0,8      | -      |
| Associació per Trieste                           | 15.558    | 0,5      | -      |
| altres                                           | 3.415     | 0,1      | -      |
| Total                                            | 2.949.002 | 100,00   | 60     |

## Llombardia
| Partits                                          | vots      | vots (%) | escons |
| ------------------------------------------------ | --------- | -------- | ------ |
| Democràcia Cristiana Italiana (DC)               | 2.241.570 | 38,9     | 34     |
| Partit Comunista Italià (PCI)                    | 1.623.253 | 28,1     | 23     |
| Partit Socialista Italià (PSI)                   | 834.228   | 14,1     | 11     |
| Partit Socialista Democràtic Italià (PSDI)       | 260.632   | 4,5      | 3      |
| Moviment Social Italià - Dreta Nacional (MSI-DN) | 251.903   | 4,4      | 3      |
| Partit Liberal Italià (PLI)                      | 197.198   | 3,4      | 2      |
| Partit Republicà Italià (PRI)                    | 152.642   | 2,6      | 2      |
| Democràcia Proletària (DP)                       | 96.650    | 1,7      | 1      |
| Partit d'Unitat Proletària (PDUP)                | 86.553    | 1,5      | 1      |
| Associació per Trieste                           | 9.909     | 0,2      | -      |
| altres                                           | 12.949    | 0,2      | -      |
| Total                                            | 5.767.487 | 100,00   | 80     |

## Vèneto
| Partits                                          | vots      | vots (%) | escons |
| ------------------------------------------------ | --------- | -------- | ------ |
| Democràcia Cristiana Italiana (DC)               | 1.387.690 | 49,4     | 32     |
| Partit Comunista Italià (PCI)                    | 610.789   | 21,7     | 13     |
| Partit Socialista Italià (PSI)                   | 340.525   | 12,1     | 7      |
| Partit Socialista Democràtic Italià (PSDI)       | 150.697   | 5,4      | 2      |
| Moviment Social Italià - Dreta Nacional (MSI-DN) | 101.940   | 3,6      | 2      |
| Partit Liberal Italià (PLI)                      | 73.933    | 2,6      | 1      |
| Partit Republicà Italià (PRI)                    | 73.173    | 2,6      | 1      |
| Partit d'Unitat Proletària (PDUP)                | 29.789    | 1,1      | 1      |
| Democràcia Proletària (DP)                       | 26.829    | 1,0      | 1      |
| altres                                           | 13.249    | 0,5      | -      |
| Total                                            | 2.808.614 | 100,00   | 60     |

## Ligúria
| Partits                                          | vots      | vots (%) | escons |
| ------------------------------------------------ | --------- | -------- | ------ |
| Partit Comunista Italià (PCI)                    | 444.330   | 36,1     | 15     |
| Democràcia Cristiana Italiana (DC)               | 378.673   | 30,7     | 13     |
| Partit Socialista Italià (PSI)                   | 165.250   | 13,4     | 5      |
| Partit Liberal Italià (PLI)                      | 55.768    | 4,5      | 2      |
| Partit Socialista Democràtic Italià (PSDI)       | 55.595    | 4,5      | 2      |
| Moviment Social Italià - Dreta Nacional (MSI-DN) | 51.785    | 4,2      | 2      |
| Partit Republicà Italià (PRI)                    | 38.731    | 3,1      | 1      |
| Democràcia Proletària (DP)                       | 13.930    | 1,1      | -      |
| Partit d'Unitat Proletària (PDUP)                | 11.819    | 1,0      | -      |
| altres                                           | 15.896    | 1,3      | -      |
| Total                                            | 1.231.777 | 100,00   | 40     |

## Emília -Romanya
| Partits                                          | vots      | vots (%) | escons |
| ------------------------------------------------ | --------- | -------- | ------ |
| Partit Comunista Italià (PCI)                    | 1.359.389 | 48,2     | 26     |
| Democràcia Cristiana Italiana (DC)               | 723.022   | 25,6     | 13     |
| Partit Socialista Italià (PSI)                   | 291.117   | 10,3     | 4      |
| Partit Socialista Democràtic Italià (PSDI)       | 133.123   | 4,7      | 2      |
| Partit Republicà Italià (PRI)                    | 122.862   | 4,4      | 2      |
| Moviment Social Italià - Dreta Nacional (MSI-DN) | 89.694    | 3,2      | 1      |
| Partit Liberal Italià (PLI)                      | 59.628    | 2,1      | 1      |
| Partit d'Unitat Proletària (PDUP)                | 39.983    | 1,4      | 1      |
| Associació per Trieste                           | 2.355     | 0,1      | -      |
| Total                                            | 2.821.173 | 100      | 50     |

## Toscana
| Partits                                          | vots      | vots (%) | escons |
| ------------------------------------------------ | --------- | -------- | ------ |
| Partit Comunista Italià (PCI)                    | 1.152.671 | 46,4     | 25     |
| Democràcia Cristiana Italiana (DC)               | 713.372   | 28,7     | 15     |
| Partit Socialista Italià (PSI)                   | 292.425   | 11,8     | 5      |
| Moviment Social Italià - Dreta Nacional (MSI-DN) | 92.011    | 3,7      | 1      |
| Partit Socialista Democràtic Italià (PSDI)       | 77.349    | 3,1      | 1      |
| Partit Republicà Italià (PRI)                    | 70.607    | 2,8      | 1      |
| Partit Liberal Italià (PLI)                      | 31.809    | 1,3      | 1      |
| Partit d'Unitat Proletària (PDUP)                | 26.668    | 1,1      | 1      |
| Democràcia Proletària (DP)                       | 26.538    | 1,1      | -      |
| Associació per Trieste                           | 221       | 0,0      | -      |
| Total                                            | 2.483.671 | 100      | 50     |

## Úmbria
| Partits                                          | vots    | vots (%) | escons |
| ------------------------------------------------ | ------- | -------- | ------ |
| Partit Comunista Italià (PCI)                    | 254.024 | 45,2     | 14     |
| Democràcia Cristiana Italiana (DC)               | 155.098 | 27,6     | 9      |
| Partit Socialista Italià (PSI)                   | 80.188  | 14,3     | 4      |
| Moviment Social Italià - Dreta Nacional (MSI-DN) | 30.628  | 5,4      | 1      |
| Partit Republicà Italià (PRI)                    | 14.887  | 2,6      | 1      |
| Partit Socialista Democràtic Italià (PSDI)       | 14.530  | 2,6      | 1      |
| Partit d'Unitat Proletària (PDUP)                | 7.228   | 1,3      | -      |
| Partit Liberal Italià (PLI)                      | 5.838   | 1,0      | -      |
| Total                                            | 562.421 | 100      | 30     |

## Marques
| Partits                                          | vots    | vots (%) | escons |
| ------------------------------------------------ | ------- | -------- | ------ |
| Partit Comunista Italià (PCI)                    | 355.644 | 37,2     | 15     |
| Democràcia Cristiana Italiana (DC)               | 354.464 | 37,1     | 16     |
| Partit Socialista Italià (PSI)                   | 96.060  | 10,1     | 4      |
| Partit Socialista Democràtic Italià (PSDI)       | 42.789  | 4,5      | 1      |
| Moviment Social Italià - Dreta Nacional (MSI-DN) | 41.121  | 4,3      | 1      |
| Partit Republicà Italià (PRI)                    | 36.289  | 3,8      | 1      |
| Partit d'Unitat Proletària (PDUP)                | 14.554  | 1,5      | 1      |
| Partit Liberal Italià (PLI)                      | 13.668  | 1,4      | 1      |
| altres                                           | 531     | 0,1      | -      |
| Total                                            | 955.120 | 100      | 40     |

## Laci
| Partits                                          | vots      | vots (%) | escons |
| ------------------------------------------------ | --------- | -------- | ------ |
| Democràcia Cristiana Italiana (DC)               | 1.062.162 | 34,1     | 22     |
| Partit Comunista Italià (PCI)                    | 957.622   | 30,7     | 19     |
| Partit Socialista Italià (PSI)                   | 331.064   | 10,6     | 6      |
| Moviment Social Italià - Dreta Nacional (MSI-DN) | 314.543   | 10,1     | 6      |
| Partit Socialista Democràtic Italià (PSDI)       | 165.130   | 5,3      | 3      |
| Partit Republicà Italià (PRI)                    | 116.202   | 3,7      | 2      |
| Partit Liberal Italià (PLI)                      | 82.976    | 2,7      | 1      |
| Partit d'Unitat Proletària (PDUP)                | 37.568    | 1,2      | 1      |
| Democràcia Proletària (DP)                       | 36.843    | 1,2      | -      |
| altres                                           | 11.971    | 0,4      | -      |
| Total                                            | 3.116.081 | 100      | 60     |

## Abruços
| Partits                                          | vots    | vots (%) | escons |
| ------------------------------------------------ | ------- | -------- | ------ |
| Democràcia Cristiana Italiana (DC)               | 355.904 | 45,8     | 20     |
| Partit Comunista Italià (PCI)                    | 213.726 | 27,5     | 12     |
| Partit Socialista Italià (PSI)                   | 84.111  | 10,8     | 4      |
| Moviment Social Italià - Dreta Nacional (MSI-DN) | 45.693  | 5,9      | 2      |
| Partit Socialista Democràtic Italià (PSDI)       | 35.660  | 4,6      | 1      |
| Partit Republicà Italià (PRI)                    | 18.966  | 2,4      | 1      |
| Partit Liberal Italià (PLI)                      | 11.317  | 1,5      | -      |
| Partit d'Unitat Proletària (PDUP)                | 9.899   | 1,3      | -      |
| altres                                           | 1.266   | 0,2      | -      |
| Total                                            | 776.542 | 100      | 40     |

## Molise
| Partits                                          | vots    | vots (%) | escons |
| ------------------------------------------------ | ------- | -------- | ------ |
| Democràcia Cristiana Italiana (DC)               | 112.769 | 55,4     | 17     |
| Partit Comunista Italià (PCI)                    | 32.151  | 15,8     | 5      |
| Partit Socialista Italià (PSI)                   | 19.105  | 9,4      | 3      |
| Partit Socialista Democràtic Italià (PSDI)       | 9.804   | 4,8      | 2      |
| Partit Liberal Italià (PLI)                      | 8.331   | 4,1      | 1      |
| Moviment Social Italià - Dreta Nacional (MSI-DN) | 8.287   | 4,1      | 1      |
| Partit Republicà Italià (PRI)                    | 7.583   | 3,7      | 1      |
| Partit d'Unitat Proletària (PDUP)                | 1.557   | 0,8      | -      |
| altres                                           | 4.144   | 2,0      | -      |
| Total                                            | 203.731 | 100      | 30     |

## Campània
| Partits                                          | vots      | vots (%) | escons |
| ------------------------------------------------ | --------- | -------- | ------ |
| Democràcia Cristiana Italiana (DC)               | 1.175.672 | 39,0     | 25     |
| Partit Comunista Italià (PCI)                    | 725.973   | 24,1     | 15     |
| Partit Socialista Italià (PSI)                   | 378.018   | 12,5     | 7      |
| Moviment Social Italià - Dreta Nacional (MSI-DN) | 339.262   | 11,3     | 7      |
| Partit Socialista Democràtic Italià (PSDI)       | 187.355   | 6,2      | 3      |
| Partit Republicà Italià (PRI)                    | 89.877    | 3,0      | 1      |
| Partit Liberal Italià (PLI)                      | 51.140    | 1,7      | 1      |
| Democràcia Proletària (DP)                       | 32.909    | 1,1      | 1      |
| Partit d'Unitat Proletària (PDUP)                | 30.552    | 1,0      | -      |
| altres                                           | 1.662     | 0,1      | -      |
| Total                                            | 3.012.420 | 100      | 60     |

## Pulla
| Partits                                          | vots      | vots (%) | escons |
| ------------------------------------------------ | --------- | -------- | ------ |
| Democràcia Cristiana Italiana (DC)               | 924.742   | 42,1     | 22     |
| Partit Comunista Italià (PCI)                    | 539.964   | 24,6     | 13     |
| Partit Socialista Italià (PSI)                   | 291.667   | 13,3     | 6      |
| Moviment Social Italià - Dreta Nacional (MSI-DN) | 204.180   | 9,3      | 4      |
| Partit Socialista Democràtic Italià (PSDI)       | 114.580   | 5,2      | 2      |
| Partit Republicà Italià (PRI)                    | 54.409    | 2,5      | 1      |
| Partit Liberal Italià (PLI)                      | 35.608    | 1,6      | 1      |
| Partit d'Unitat Proletària (PDUP)                | 28.663    | 1,3      | 1      |
| altres                                           | 2.364     | 0,1      | -      |
| Total                                            | 2.196.177 | 100      | 50     |

## Basilicata
| Partits                                          | vots    | vots (%) | escons |
| ------------------------------------------------ | ------- | -------- | ------ |
| Democràcia Cristiana Italiana (DC)               | 161.638 | 45,2     | 14     |
| Partit Comunista Italià (PCI)                    | 89.190  | 24,9     | 8      |
| Partit Socialista Italià (PSI)                   | 49.073  | 13,3     | 4      |
| Moviment Social Italià - Dreta Nacional (MSI-DN) | 19.711  | 5,5      | 2      |
| Partit Socialista Democràtic Italià (PSDI)       | 18.666  | 5,2      | 2      |
| Partit Republicà Italià (PRI)                    | 5.627   | 2,5      | -      |
| Partit Liberal Italià (PLI)                      | 6.118   | 1,7      | -      |
| Partit d'Unitat Proletària (PDUP)                | 4.612   | 1,3      | -      |
| Democràcia Proletària (DP)                       | 3.238   | 0,9      | -      |
| Total                                            | 357.873 | 100      | 30     |

## Calàbria
| Partits                                          | vots      | vots (%) | escons |
| ------------------------------------------------ | --------- | -------- | ------ |
| Democràcia Cristiana Italiana (DC)               | 450.836   | 41,2     | 18     |
| Partit Comunista Italià (PCI)                    | 263.869   | 24,1     | 10     |
| Partit Socialista Italià (PSI)                   | 181.114   | 16,6     | 7      |
| Moviment Social Italià - Dreta Nacional (MSI-DN) | 77.542    | 7,1      | 2      |
| Partit Socialista Democràtic Italià (PSDI)       | 63.312    | 5,8      | 2      |
| Partit Republicà Italià (PRI)                    | 22.977    | 2,1      | 1      |
| Partit d'Unitat Proletària (PDUP)                | 13.006    | 1,2      | -      |
| Democràcia Proletària (DP)                       | 12.254    | 1,1      | -      |
| Partit Liberal Italià (PLI)                      | 8.346     | 0,8      | -      |
| Total                                            | 1.093.256 | 100      | 40     |